# Цели вторжения России на Украину
В ходе вторжения на Украину высказывания российских лиц о целях нападения неоднократно менялись. Исследователи отмечали, что изменение декларируемых целей на протяжении вторжения говорит о том, что российское руководство может скрывать свои истинные намерения.
24 февраля 2022 года в своей речи о начале вторжения на Украину президент России Владимир Путин заявил, что целью вторжения является «демилитаризация и денацификация» Украины. Главной целью вторжения Путин называл «защиту людей на Донбассе от геноцида», который там якобы проводили власти Украины. При этом российский президент отмечал, что оккупация украинских территорий не входит в планы Москвы. В марте 2022 года министр обороны России Сергей Шойгу заявлял, что главной целью РФ является защита России от «военной угрозы», исходящей от стран Запада и предотвращение вступления Украины в НАТО.
После провала наступления российских войск на Киев в конце марта 2022 года тема «денацификации и демилитаризации Украины» отошла на задний план, а главной целью вторжения стала называться «помощь» ДНР и ЛНР. При этом в мае 2022 года глава МИД РФ Сергей Лавров заявлял: «цель смены власти в Киеве не стоит». Однако уже в июле 2022 года Лавров заявил: «Россия поможет украинскому народу избавиться от „абсолютно антинародного и антиисторического режима“». Также тогда Лавров заявил о «географическом расширении задач» войны, говоря что «это далеко не только ДНР и ЛНР, это ещё и Херсонская область, Запорожская область и ряд других территорий», не исключая возможности «дальнейшего расширения „географических задач“» вторжения России на Украину.
Исследователи оценивают цели России в войне как нерациональный неоимпериализм. Предполагаемая цель Путина в этой войне — русификация и уничтожение Украины как независимого государства с последующим включением её территории в состав РФ, что должно было восстановить статус России как империи. Канадский историк Дэвид Марплз в сентябре 2022 года пишет, что масштабность вторжения, расстрелы в Буче, в Мариуполе и других городах указывают, что Россия ведёт кампанию по уничтожению Украины через захват её территории и депопуляции, умерщвление и депортацию. Россия также хочет изменить расклад сил в Восточной/Центральной Европе, разделить Европейский союз и расширить своё влияние.

## Политические цели
Перед и сразу после начала вторжения руководство России озвучивало множество различных политических целей — туманных и даже противоречащих друг другу. Озвученная первоначальная цель вторжения — «демилитаризация и денацификация» - значительно отличается от последующей заявленной цели по «защите населения Донбасса». «Привлечь к ответственности руководство Украины» — третья озвученная политическая цель. Упоминались «ослабление влияния США и НАТО», прорубание «коридора к Приднестровью» и так далее. Видение Путина — победа России и получение ею роли глобальной силы, однако Путин намеренно расплывчато формулирует цели вторжения и пути их достижения. По мнению британского еженедельника The Economist, целью вторжения было желание российского руководства помешать Украине стать процветающей демократией европейского типа. 
Со временем в открытых источниках захват Донецкой области как главной цели всей кампании звучал всё чаще. Член комитета по международным делам Совета Федерации Сергей Цеков заявил, что для начала переговоров Украина должна отдать России Николаевскую, Одесскую и Харьковскую области. Также должны быть решены вопросы демилитаризации, «денацификации» и нейтрального статуса Украины.

## Первоначальные цели
В качестве первоначальной стратегической цели вторжения РФ исследователи называют захват Киева, разгром вооружённых сил Украины и установление в Киеве дружественного России режима. Политолог Иоаннис Котулас в качестве первоначальной стратегической цели также указывает ревизионистскую аннексию всей территории Украины и провозглашение тройственного федерального союза России, Беларуси и Украины.
Войска РФ пытались применить (официально не заявленную) стратегию быстрого и сокрушительного удара, пытаясь быстрыми и мощными ударами выйти на Киев с севера и северо-востока и провести глубокие прорывы в Донбассе и на юге со стороны Крыма. по данным Королевского объединённого института оборонных исследований, российские войска намеревались полностью захватить и блокировать Киев в течение 72 часов. Планировалось, что первоначальные подразделения будут контролировать основные маршруты в город, а затем воздушно-десантные войска будут переброшены на аэродром Гостомель и направлены на охрану ключевых зон в городе. В пределах каждого городского сектора эти силы должны были обеспечить оцепление для контроля передвижения населения. Затем обычные российские войска должны были перейти к блокированию и изоляции города, контролю над сельской местностью и предотвращению проникновения украинских войск. Вслед за этими войсками должны были продвигаться российские силы специального назначения и войска, предназначенные для проведения репрессивных операций, включая чеченскую Росгвардию. Первоначальная стратегическая цель вторжения не была достигнута.
По данным западных разведчиков, изначальным планом России было полномасштабное вторжение с нескольких направлений с целью свержения и замены правительства Зеленского. Высшее руководство рассчитывало на лояльность украинцев к действиям Москвы.

### Обращение Владимира Путина
Утром 24 февраля 2022 года Владимир Путин объявил о вторжении на территорию Украины, ссылаясь на 51 статью Устава ООН, санкцию Совета Федерации и договоры с ДНР и ЛНР, вступившие в силу лишь 25 февраля. В качестве причин своего решения Путин назвал необходимость предотвращения размещения на территории Украины вооружённых сил США и НАТО, обеспечение безопасности ДНР и ЛНР. Целью вторжения были названы «демилитаризация и денацификация Украины». Путин утверждал, что «неонацисты захватили власть на Украине». Он также заявил, что оккупации Украины не планируется.
Отсылка Путина к статье 51 Устава ООН была расценена как некорректная ОБСЕ, генеральным секретарём ООН и рядом профессоров по международному праву.
Не соответствующие действительности обвинения Украины в геноциде, утверждения о неонацизме правительства Зеленского и необходимости «денацификации» были подвергнуты критике исследователями неонацизма и Холокоста. Несмотря на наличие в украинском обществе отдельных элементов ксенофобии и неонацизма, широкой поддержки у ультраправой идеологии на Украине нет.
Действия России не соответствовали заявленным Путиным целям вторжения и не способствовали их выполнению. Так, вступление Украины в НАТО было маловероятно из-за боёв, ведущихся в Донбассе, предотвращение вступления Украины в Альянс не требовало полномасштабного вторжения. Увеличение же контингента НАТО в Восточной Европе связано с угрожающими действиями самой России, аннексировавшей в 2014 году Крым. В результате вторжения заявки на вступление в Альянс подали ещё две страны — Швеция и Финляндия, а ВС НАТО, вероятно, будут лишь усилены. Конфликт в Донбассе унёс 14000 жизней, из них 3095 были гражданскими, но, вопреки заявлениям Путина, они погибли из-за боевых действий, а не «геноцида», и число жертв значительно сократилось с 2014—2015 годов. Вероятно, что цели, заявленные Путиным, скрывают реальную цель вторжения — свергнуть Зеленского и перевести Украину под полный контроль России.
Владимир Путин также предостерёг третьи страны от вмешательства в конфликт, заявив: «ответ России будет незамедлительным и приведёт вас к таким последствиям, с которыми вы в своей истории ещё никогда не сталкивались». Многие медиа и эксперты расценили эти слова как угрозу применения ядерного оружия.

### Заявления о целях вторжения после его начала
Цели войны, заявляемые российскими официальными лицами, менялись с течением времени в связи с изменяющейся ситуацией на фронте. Уже через две недели после начала вторжения в официальных заявлениях стали реже использоваться упоминания о «демилитаризации» и «денацификации». Целями вторжения объявлялись защита РФ от военной угрозы, якобы создаваемой странами Запада и Украиной, завершение войны в Донбассе и защита населения ДНР и ЛНР. 25 марта российская сторона заявила, что главной целью российских войск является установление полного контроля над территорией Донбасса.
22 апреля, после появления информации о готовящейся масштабной атаке России на юго-востоке, заместитель командующего войсками Центрального военного округа Рустам Миннекаев заявил, что цель «второй фазы спецоперации» — «установление полного контроля над Донбассом и Южной Украиной» для обеспечения сухопутного коридора в Крым и «ещё одного выхода в Приднестровье, где также отмечаются факты притеснения русскоязычного населения».

### Цели второй фазы вторжения
Поскольку быстро разгромить украинскую армию и взять Киев не удалось, российские войска оказались втянуты в тяжёлые бои в городской застройке и испытывали трудности со снабжением. После неудачи в достижении главной цели — свержения правительства Украины — и увеличения потерь и усиления сопротивления осада Киева потеряла стратегическое значение для РФ. В итоге в начале апреля Россия отвела войска из Житомирской, Киевской, Черниговской и Сумской областей, сосредоточившись на установлении полного контроля над Донбассом. Таким образом началась вторая фаза вторжения с иной стратегией: расчёт на быструю и сокрушительную победу сменился войной на истощение, задача которой — уменьшить ресурсы противника, ослабить экономику и армию. Чисто военные цели этой фазы менее амбициозны.
23—27 сентября 2022 года на оккупированных российскими войсками территориях Донецкой, Луганской, Херсонской, Запорожской областей Украины с целью их аннексии были спешно проведены фиктивные референдумы, которые не были признаны мировым сообществом. После этого 30 сентября — 5 октября 2022 года Россия объявила об аннексии этих территорий. 12 октября 2022 года Генеральная Ассамблея ООН осудила «организацию Российской Федерацией незаконных так называемых референдумов» и приняла резолюцию, поддерживающую территориальную целостность Украины.
25 декабря 2022 года Путин открыто признал, что цель России — «в объединении русского народа».

## 2023 год
Во время «Прямой линии» в декабре 2023 года Владимир Путин отметил, что мир на Украине наступит только тогда, «когда будут выполнены все цели СВО — денацификация, демилитаризация и нейтральный статус Украины».